# Antonio da Sangallo il Vecchio

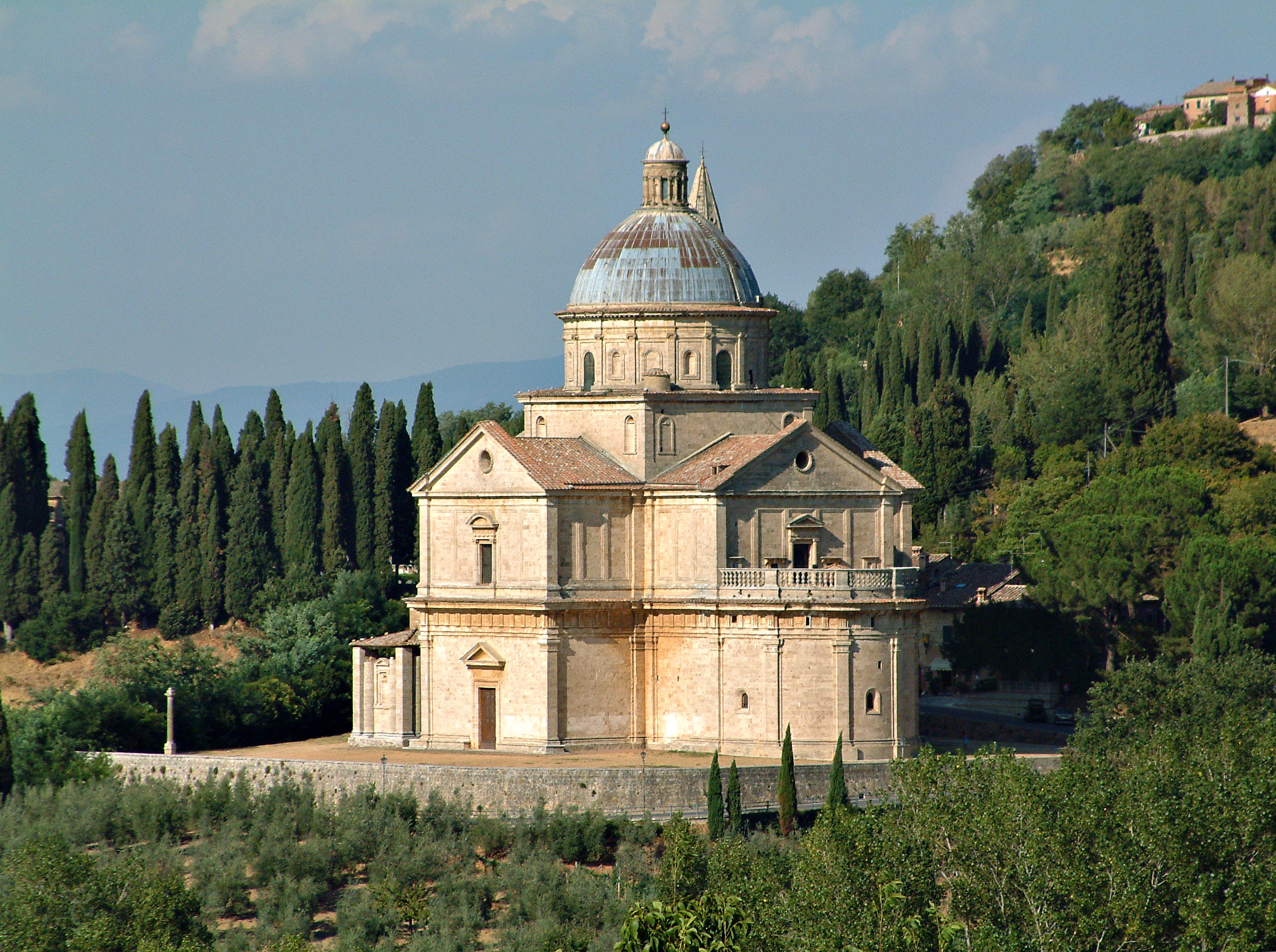
San Biagio a Montepulciano

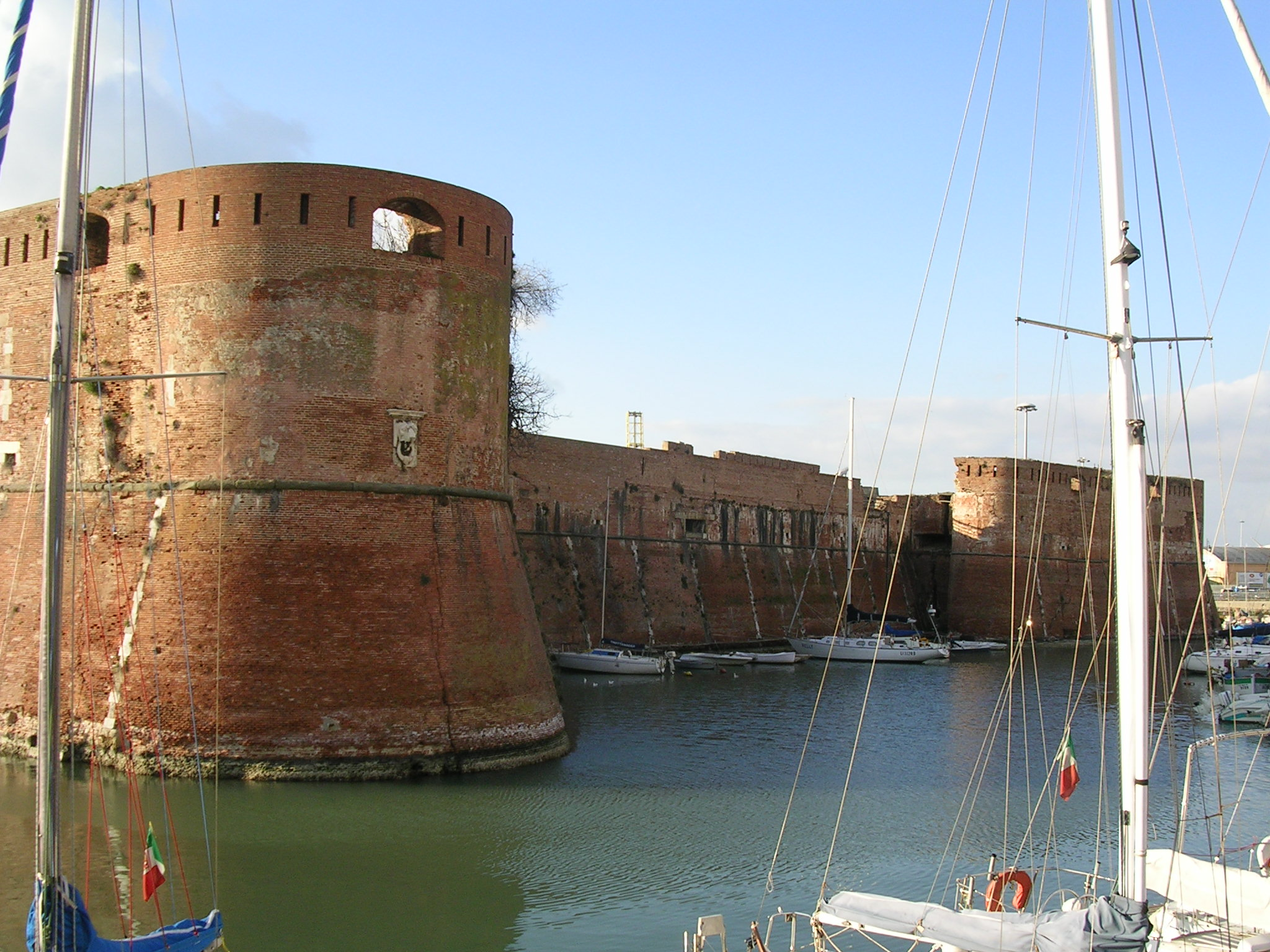
La Fortezza Vecchia di Livorno

Antonio Giamberti da Sangallo, detto il Vecchio per differenziarlo dal nipote Antonio da Sangallo il Giovane (Firenze, 1455-1460, data incerta, – Firenze, 27 dicembre 1534), è stato un architetto e scultore italiano, del Rinascimento, specialista nella progettazione di opere di fortificazione, tanto da essere considerato uno dei protagonisti delle innovazioni che caratterizzano la "fortificazione alla moderna".

## Biografia

### Formazione e prima attività
Figlio di Francesco Giamberti, legnaiuolo (anche se Vasari lo dice architetto di Cosimo de' Medici), cominciò la sua attività imparando l'arte di famiglia dell'intagliare il legno, insieme al fratello Giuliano da Sangallo, alla scuola dello scultore Francione la cui bottega era specializzata nell'intaglio del legno e nell'intarsio, ma anche nei lavori di carpenteria dei cosiddetti "maestri d'ascia", nelle macchine di assedio e nelle fortificazioni militari.
Tra i suoi lavori in legno viene ricordato il crocifisso per la basilica della Santissima Annunziata di Firenze eseguito nel 1482, con il fratello. Patrimonio dell'Accademia delle Arti del Disegno dal 1849, è stato restaurato nel 2017.
Anche per l'attività di architetto iniziò collaborando, prima con la bottega del Francione e poi con il fratello maggiore Giuliano. Nel 1482 prese parte, insieme al maestro Francione, alla riattazione della fortificazione di Sarzana, iniziando ad operare in un settore, quello della "fortificazione alla moderna", che segnerà tutta la sua carriera e di cui, insieme con il fratello, sarà considerato tra i maggiori specialisti, ed uno dei più importanti innovatori. Infatti i due Sangallo furono impegnati sulla fine del secolo, in numerose opere di fortificazione decise dai Medici per rafforzare le difese territoriali di Firenze.
La personalità che generalmente si ritiene più importante tra i due (a partire dagli scritti di Vasari) è quella del più famoso Giuliano. tuttavia per le opere di architettura militare è difficile distinguere gli apporti di Giuliano rispetto a quelli di Antonio, anche se una diffusa consuetudine attribuisce il disegno a Giuliano e la realizzazione ad Antonio, che invece operò anche autonomamente, completò, dopo la morte di Giuliano nel 1516, le opere iniziate insieme ed anche in seguito lasciò opere importanti come la Fortezza Vecchia di Livorno o le opere di difesa per l'assedio di Firenze del 1529.
Nel 1488, con Giuliano, partecipò al rinnovamento del Coro ligneo della basilica di San Pietro a Perugia.

### Al servizio di Alessandro VI

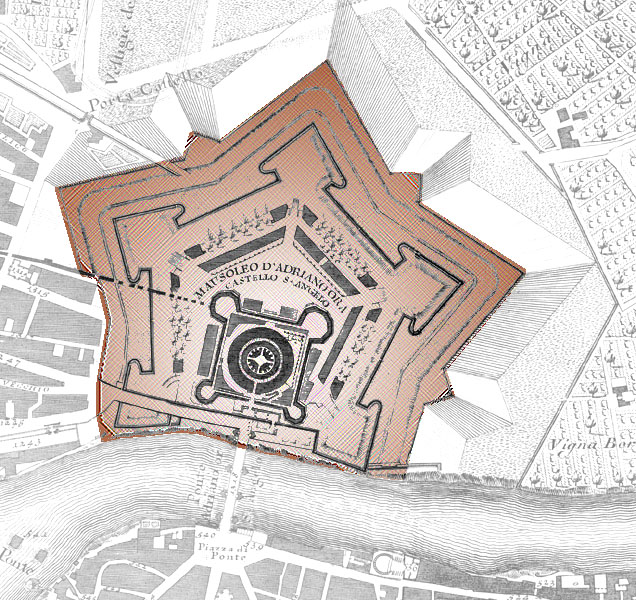
La fortezza di Castel Sant'Angelo nella pianta di Giovanni Battista Nolli

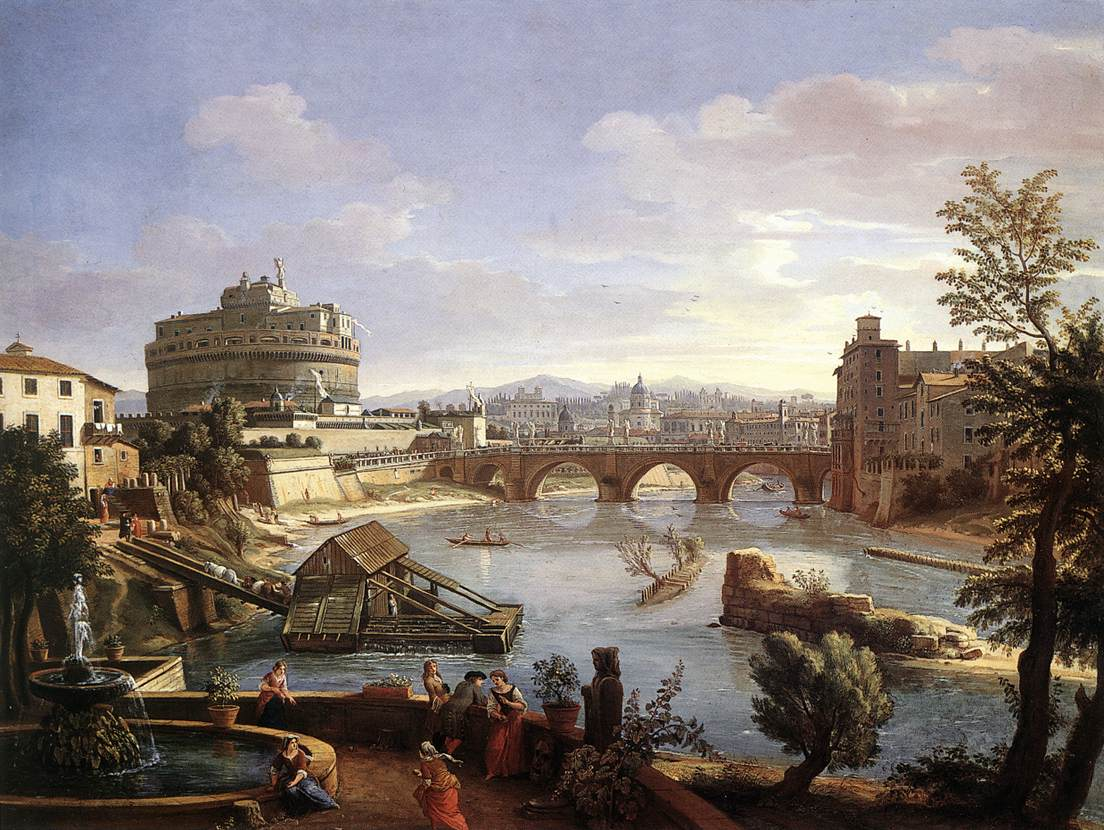
Castel Sant'Angelo nel XVII secolo con i bassi bastioni

Nell'ultimo decennio del XV secolo Antonio si spostò a Roma, prima al seguito del fratello, poi cominciando ad operare autonomamente. Nel 1490, collaborò alla realizzazione del Chiostro di San Pietro in Vincoli a Roma.
Nel 1492, sempre a Roma, sotto papa Alessandro VI Borgia, gli venne affidata la risistemazione della fortificazione di Castel Sant'Angelo. A questo scopo Antonio rafforzò le strutture, costruì ai quattro angoli altrettanti baluardi poligonali che vennero ad inglobare le preesistenti torri rotonde, e realizzò un torrione circolare, con funzione di rivellino, alla testata del ponte, poi demolito da papa Urbano VIII. Inoltre scavò un fossato intorno all'intero perimetro dell'edificio demolendo i preesistenti corpi di fabbrica circostanti per sgombrare il campo al tiro delle artiglierie della fortezza.
Dal 1499 al 1503, sempre per il papa Borgia, si occupò della rocca di Nepi e della rocca di Viano (oggi Vejano)e della massiccia fortificazione di Civita Castellana, pentagonale, con quattro bastioni e un torrione, una delle più significative della sua attività.
Nel 1496, si dedicò anche alla costruzione della Fortezza Medicea di Poggio Imperiale a Poggibonsi voluta da Lorenzo de' Medici e disegnata, probabilmente, da suo fratello Giuliano che non se ne poteva occupare.
Nel 1501, ancora per la famiglia Borgia e più precisamente per il figlio di Alessandro VI, Cesare, diede inizio alla costruzione della Fortezza a difesa del borgo medievale di Nettuno, quadrangolare con piccoli baluardi a orecchione arrotondato, forse basato su progetti messigli a disposizione dal fratello Giuliano, ma che Antonio rielaborò magistralmente, realizzando un'opera miliare nella storia dell'architettura militare.

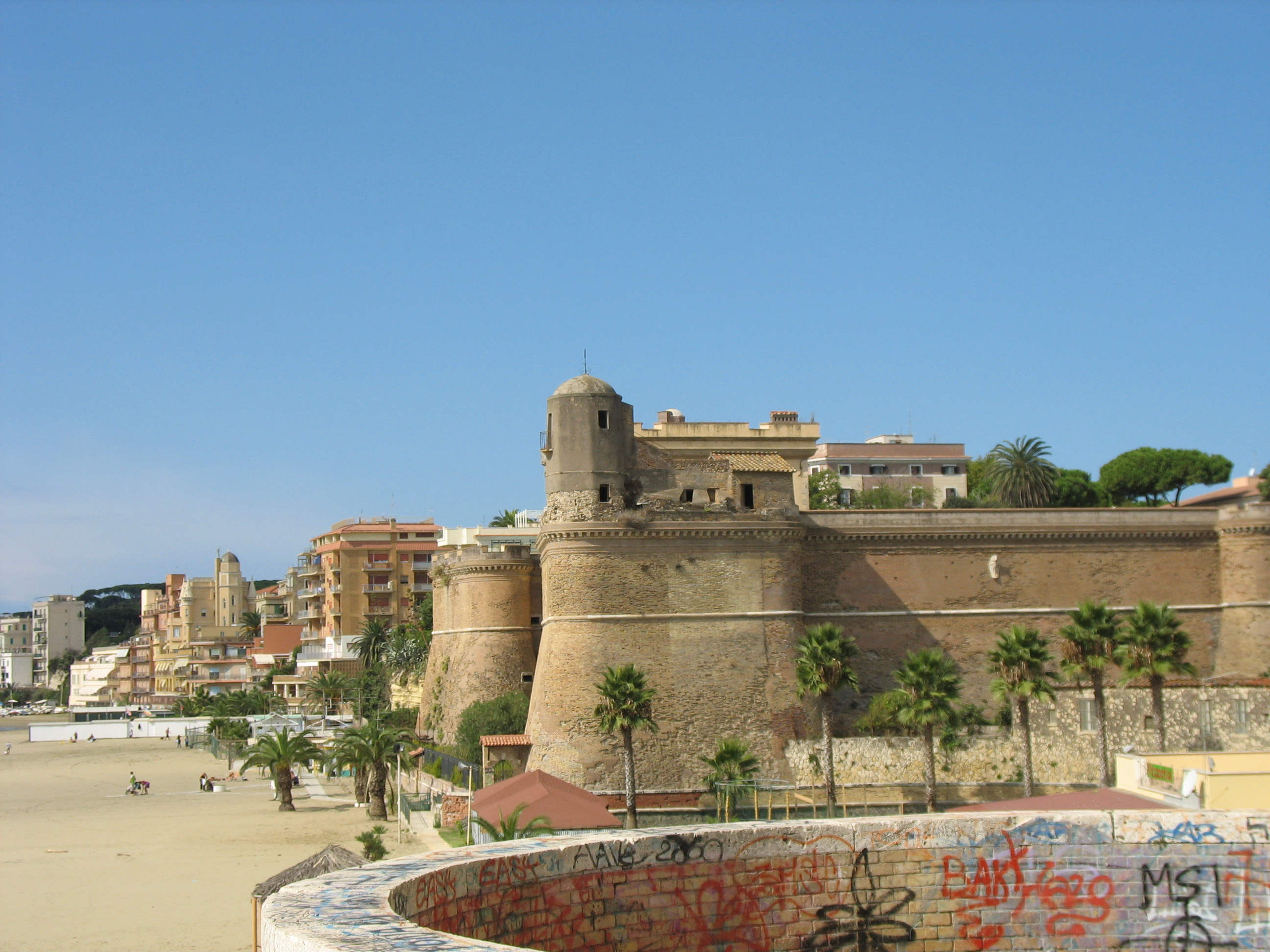
La Fortezza di Nettuno

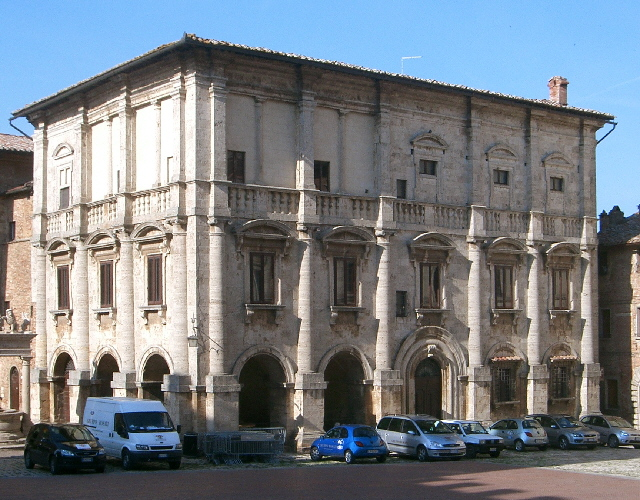
Palazzo Tarugi, Montepulciano

La prima importante realizzazione sacra risale anch'essa al 1495, quando il Giamberti realizzò la chiesa di Santa Maria in Monserrato degli Spagnoli a Roma, da alcuni attribuita ad Antonio da Sangallo il Giovane, ed in seguito alterata, ma i cui progetti depositati presso gli Uffizi permettono di ricostruire l'originalità dell'opera di Antonio, che immaginò una chiesa ad aula precorrendo soluzioni del classicismo cinquecentesco.

### Ritorno in Toscana
I contatti e le occasioni lavorative a Firenze non si erano interrotte completamente e così nel 1503 Antonio da Sangallo ritornò definitivamente in Toscana. Prestò la propria opera di progettista di fortificazione per le autorità fiorentine che continuavano il disegno complessivo di rafforzare i confini territoriali: progettò tra l'altro, la Fortezza di Castrocaro (dal 1504), con l'architetto locale Oronzio de Castro, la Fortezza Medicea di Arezzo (dal 1506), la Fortezza Vecchia di Livorno (dal 1519). A queste seguono la Rocca di Montefiascone, i lavori di fortificazione della Val d'Ambra ed il restauro del Castello di Ripafratta.
Nel 1508 venne nominato anche capomastro del Duomo di Firenze e architetto del Comune compiendo nel 1512 un sopralluogo completo a tutte le fortificazioni del territorio. Dopo un nuovo viaggio a Roma, nel 1515 cura alcuni allestimenti effimeri per l'arrivo a Firenze di Leone X. Progettò anche la chiesa della Santissima Annunziata ad Arezzo.

### A Montepulciano

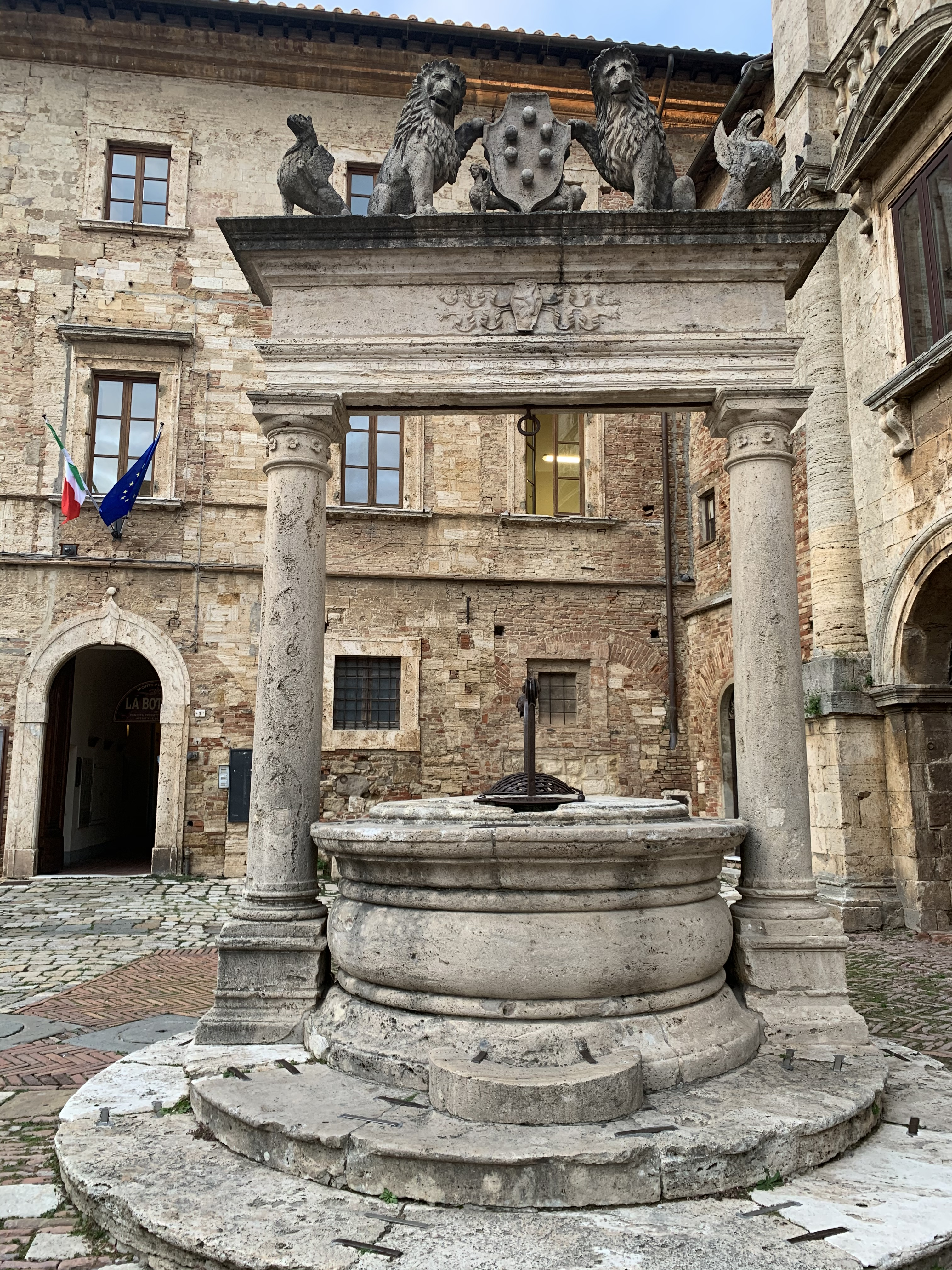
Il Pozzo dei Grifi e dei Leoni

Tuttavia, nonostante la sua specializzazione, il capolavoro di Antonio Giamberti è costituito dalla chiesa di San Biagio presso Montepulciano (1516-1518) che rappresenta una delle più interessanti espressioni dell'architettura rinascimentale. Nella realizzazione di questo gioiello Antonio si richiama alla basilica di San Pietro disegnata dal Bramante, utilizzando la pianta a croce greca con cupola centrale e due torri (di cui solo una realizzata per intero) tra i bracci della croce. A differenza dell'opera bramantesca, però, San Biagio "non è un organismo di corpi curvi, ma un incastro di volumi squadrati" (Giulio Carlo Argan).
A Montepulciano, dove, dal 1518, stabilì il centro della propria attività, il Sangallo progettò forse anche il Palazzo Nobili-Tarugi sulla piazza Grande, anche se studi recenti attribuiscono tale palazzo al Vignola. Sono invece attribuiti a lui con maggiore certezza il Palazzo Dal Monte (oggi Palazzo Contucci), il Palazzo Cocconi e Palazzo Del Pecora, dove l'architetto si ispirò alle forme del classicismo contemporaneo. Suo è anche il Pozzo dei Grifi e dei Leoni nella Piazza Grande di Montepulciano (1520).
Sempre in Toscana realizzò opere di particolare pregio come il palazzo del cardinale Del Monte a Monte San Savino e la chiesa dell'Annunziata ad Arezzo. Sulla base di suoi disegni fu trasformata la chiesa di Sant'Agostino a Colle di Val d'Elsa.

## L'architettura di Antonio da Sangallo
Antonio ebbe modo di essere partecipe di quel periodo dell'architettura rinascimentale che vedeva la conoscenza diretta delle architetture classiche divenire modello per la progettazione architettonica. La sua formazione fu dovuta al continuo contatto con il fratello, studioso dell'antico e autore di architetture che si pongono come archetipi dell'arte rinascimentale. Tuttavia nelle sue opere autonome sono stati rilevati elementi di autonoma rielaborazione che rendono molto interessante la sua figura di progettista. Antonio, rispetto a Giuliano, è maggiormente attratto dai richiami dell'architettura fiorentina del primo quattrocentesco. Inoltre, nonostante avesse dimostrato la conoscenza diretta dei resti archeologici romani (come la Basilica Emilia) e la capacità di utilizzare gli schemi così accuratamente studiati (anche precorrendo i tempi, come nel cortile della rocca di Civita Castellana) soprattutto dopo il ritorno in Toscana, dimostra una volontà di riutilizzare gli elementi architettonici classici, come frammenti e decorazioni da poter ricombinare e rielaborare liberamente, tanto da essere stato avvicinato alla sensibilità manierista ed in particolare ad alcuni elementi dell'architettura di Michelangelo.

## Opere principali
- Fortificazione di Castel Sant'Angelo in Roma a partire dal 1495.[7]
- Forte Sangallo a Civita Castellana, rappresenta un momento importante nella carriera del Sangallo e rappresenta uno dei suoi capolavori. L'architetto è documentato in cantiere dal 1499 fino alla morte del papa nel 1503 con numerosi collaboratori. Altri lavori verranno compiti sotto il papato di Giulio II. In essa vengono applicate le più moderne concezioni della fortificazione alla moderna, con un perimetro pentagonale, bastioni rientranti e con il vertice arrotondato, assenza di beccatelli in aggetto per la difesa piombante. La rocca ha comunque anche funzioni rappresentative e residenziali, contenendo all'interno l'appartamento del papa ed un cortile con un doppio ordine di paraste doriche e ioniche che inquadrano archi e che rappresenta uno dei primissimi esempi di questa soluzione tipica del primo cinquecento e ripresa dell'architettura romana.[8]
- Rinnovo della Rocca di Nepi (1499-1504).
- Forte Sangallo (Nettuno) (1501-1503). Il cui progetto, seppure in mancanza di una chiara documentazione, è attribuito ad Antonio anche se non mancano dubbi ed è stato fatto anche il nome di Giuliano.[8]
- Fortezza di Castrocaro dal 1504. Posta su un colle dominante una valle di comunicazione tra Romagna e Toscana, fu realizzata ristrutturando preesistenze medievali ed è costituita da un complesso in mattoni costituito da tre perimetri murari con un originale mastio poligonale, bastioni circolari e varie soluzioni innovative per quanto riguarda il posizionamento delle "troniere" coperte a volta, con grosse artiglierie.
- Fortezza Medicea di Arezzo (dal 1502), attribuita da Vasari a Giuliano, ma generalmente attribuita ad Antonio.
- Loggiato dei Servi, in Piazza Santissima Annunziata a Firenze.
- Rocca di Montefiascone.
- Fortezza Vecchia di Livorno.
- Chiesa di San Biagio (Montepulciano).
- Palazzo Nobili-Tarugi a Montepulciano (attribuzione incerta).
- Palazzo Contucci a Montepulciano.
- Palazzo Del Monte a Monte San Savino.
- Chiesa di Sant'Agostino a Colle di Val d'Elsa.
- Rinnovo della Fortezza di Ripafratta (o Lipafratta).
- Lavori di ristrutturazione alla Fortezza di Verruca (1509), con realizzazione di due bastioni poligonali.
- Completamento del Trivellino del castello di Viano (1518) odierna Vejano progetto poi completato da Sangallo il Giovane nel 1570. Vedi Il Sacello Funerario dei Santacroce a Veiano.  p. 60. Oltre il Rinascimento di Arnaldo Bruschi.